# No. 82 grenade
La No. 82 grenade, nota anche come Gammon bomb era una bomba a mano progettata dal capitano Richard S. Gammon del 1º Battaglione, Reggimento paracadutisti nel 1941; nata espressamente per l'impiego anticarro, conobbe in battaglia una varietà di utilizzi.

## Storia
Di fabbricazione inglese, venne utilizzata durante la Seconda guerra mondiale, in sostituzione della troppo pericolosa N°74 ST (da maggio 1943 al 1945 oltre che dall'Inghilterra anche da Stati Uniti e Canada) diventando obsoleta pochi anni dopo la sua conclusione. È fatto storico che Gammon nel testare la sua granata ne rimase mutilato.
Fu usata in modo massiccio nella Seconda guerra mondiale ed era in dotazione ai corpi scelti dell'Aviazione Americana vista la sua grande efficacia contro i carri tedeschi nonostante le sue dimensioni molto ridotte.

## Caratteristiche
Una caratteristica utile della granata era che poteva essere riempita di una quantità variabile di svariati tipi di esplosivo, da poco per la fanteria o fino a 900 g contro carri armati.